# Тайсон Ф'юрі — Франсіс Нганну
Бій Тайсон Ф'юрі — Франсіс Нганну (англ. Tyson Fury vs Francis Ngannou, з назвою Битва найкрутіших (англ. Battle of the Baddest) — професійний боксерський поєдинок між чемпіоном у важкій вазі за версією WBC Тайсоном Ф'юрі та колишнім бійцем UFC Франсісом Нганну. Бій відбувся 28 жовтня 2023 року в Ер-Ріяді (Саудівська Аравія). Поєдинок був 10-раундовим, на кону не стояли жодні титули. Тайсон Ф'юрі здобув перемогу розділеним рішенням суддів.

## Передумови
В грудні 2022 року Ф'юрі втретє в кар'єрі здолав Дерека Чісору. Після цього бою між представниками британця та Олександра Усика розпочалися переговори щодо можливого поєдинку за абсолютне чемпіонство у важкій вазі. Бій повинен був пройти 29 квітня 2023 року в Лондоні, проте сторонам так і не вдалось домовитись.
Через це українському боксеру довелося провести обов'язковий захист поясу WBA (Super). 26 серпня 2023 року Усик вийшов на бій проти Денієла Дюбуа, під час якого нокаутував суперника в дев'ятому раунді. Водночас Тайсон Ф'юрі домовився про бій проти колишнього бійця UFC Франсіса Нганну.
29 вересня 2023 року представники Ф'юрі й Усика все ж таки підписали контракт про проведення бою за звання абсолютного чемпіона світу у важкій вазі. Очікується, що бій пройде в грудні 2023 або січні 2024 року.
Франсіс Нганну провів свій останній професійний поєдинок в UFC в січні 2022 року, коли здолав одностайним рішенням Сіріла Гана.

## Перебіг поєдинку
У першому раунді Ф'юрі одразу почав атакувати свого суперника, влучивши по ньому правим боковим. Африканець тим часом помалу тиснув британця, намагаючись нав'язати свою дистанцію. Спробував нанести декілька ударів, проте жоден з них не дійшов до цілі.
У другому раунді Нганну влучив лівим хуком по корпусу. Далі боксери зіштовхнулись головами. Тайсон намагався йти в клінч, проте там сильнішим виявлявся колишній боєць змішаних єдиноборств.
В третьому раунді Нганну відправив Ф'юрі на канвас — провів контратаку та влучив у скроню. Під час четвертої трихвилинки британець почав поступово повертати ініціативу.
У шостому раунді Ф'юрі вдарив суперника ліктем. Нганну став більш повільним, перестав наносити швидкі й потужні удари.
Восьмий раунд пройшов за тотальної переваги Френсіса Нганну. Останні ж раунди вийшли більш спокійними, оскільки боксери не хотіли ризикувати.

## Суддівські записки
| Суддя              | Боксер         | 1  | 2  | 3  | 4  | 5  | 6  | 7  | 8  | 9  | 10 | Загалом |
| ------------------ | -------------- | -- | -- | -- | -- | -- | -- | -- | -- | -- | -- | ------- |
| Алан Кребс         | Тайсон Ф'юрі   | 10 | 10 | 8  | 10 | 10 | 10 | 9  | 9  | 10 | 9  | 95      |
| Алан Кребс         | Франсіс Нганну | 9  | 9  | 10 | 9  | 9  | 9  | 10 | 10 | 9  | 10 | 94      |
|                    |                |    |    |    |    |    |    |    |    |    |    |         |
| Хуан Карлос Пелайо | Тайсон Ф'юрі   | 10 | 9  | 8  | 10 | 10 | 10 | 10 | 9  | 10 | 10 | 96      |
| Хуан Карлос Пелайо | Франсіс Нганну | 9  | 10 | 10 | 9  | 9  | 9  | 9  | 10 | 9  | 9  | 93      |
|                    |                |    |    |    |    |    |    |    |    |    |    |         |
| Ед Гарнер          | Тайсон Ф'юрі   | 9  | 10 | 8  | 9  | 10 | 10 | 10 | 9  | 10 | 9  | 94      |
| Ед Гарнер          | Франсіс Нганну | 10 | 9  | 10 | 10 | 9  | 9  | 9  | 10 | 9  | 10 | 95      |
| Джерело:           |                |    |    |    |    |    |    |    |    |    |    |         |

## Присутні на поєдинку зірки
- Кріштіану Роналду[8]
- Емінем
- Конор Мак-Грегор
- Роналду
- Беккі Джі
- Майк Тайсон
- Вінс Макмен
- Трунар
- Каньє Вест
- Олександр Усик
- Олександр Красюк
- Оскар Де Ла Хойя
- Евандер Холіфілд
- Рой Джонс
- Насім Хамед
- Шуґар Рей Леонард
- Чак Лідделл
- Леннокс Льюїс
- Роберто Дюран
- Джо Кальзаге
- Ріккі Гаттон
- Амір Хан
- Жуніур дус Сантус
- Мігель Котто
- Дмитро Бівол
- Артур Бетербієв
- Ісраель Адесан'я
- Камару Усман
- Франк Кесс'є
- Тедді Атлас
- Ріддік Боуї
- Джеймс Дуглас
- Шеннон Бріґґз
- Антоніо Тарвер
- Ларрі Голмс
- Ренді Кутюр
- Квінтон Джексон
- Садіо Мане
- Роберто Фірміно
- Аллан Сен-Максімен
- Ріо Фердінанд
- Емерік Лапорт